# 天国の中の星
天国の中の星（Bintang di Surga）は、インドネシアのロックバンド ノア（Noah）による再録音アルバムで、2004年に同名でリリースされたピーターパン（Peterpan）時代のアルバムの再録版である。このアルバムはノアにとって3作目の再録音アルバムであり、2022年1月12日にムジカ・スタジオ（Musica Studio's）からリリースされた。この作品は、セカンド・チャンス（Second Chance）という四部作プロジェクトの第3弾であり、ノアがピーターパンという名前で活動していた頃のすべての楽曲を再録音するプロジェクトの一環である。
このアルバムには、ピーターパン時代のビンタン・ディ・スルガに収録されていた8曲が含まれている。ただし、AkuとMasa Lalu Tertinggalの2曲は新しいバージョンには含まれていない。ノアのファンの間では、これらの曲が収録されなかったのは、2006年に脱退したピーターパンの元メンバーであるアンダィカ（キーボード）とインドラ（ベース）によって作曲されたためだと推測されている。1
一方で、アンダィカ本人は、これらの曲が収録されても問題ないと述べており、すべてはノアの判断に委ねられていると語っている。2

## 音楽のリリースとプロモーション
ノアがセカンド・チャンス（Second Chance）アルバムをリリースした際、トランス・リテール（Trans Retail）のRM・アジ・スリハンドヨダリ氏は、セカンド・チャンスは4部作のうちの最初のアルバムであり、続いてノア版の 空の庭（Taman Langit）天国の中の星（Bintang di Surga）晴れた日（Hari yang Cerah）がリリースされる予定であると述べた。1
ムジカ・スタジオ（Musica Studio's）のディレクターであるインドラワティ・ウィジャヤ氏は、そのリリースは2015年中に段階的に行われる予定であると語った。2
しかし、2015年12月3日、アリエルはビンタン・ディ・スルガ を含む3つのアルバムはまだ完成していないと発表した。3
そして2021年12月12日、ノアは タマン・ランギのノア版をリリースすると発表した際、ピーターパン時代の他のアルバム、つまりビンタン・ディ・スルガ なども2022年にリリースされる予定であると述べた。4
アルバムのリリースに先立ち、「天国の中の星（Bintang di Surga）」をシングルとしてリリースし、2022年1月7日にミュージックビデオも公開。[1][2]
その後、天国の中の星  のノア版アルバムは、2022年1月12日に音楽配信プラットフォームでリリース。3
アルバムの発売を記念して、ノアは2022年1月29日にジョグジャカルタのホテル・テントレム（Hotel Tentrem）で ビンタン・ディ・スルガ と題したコンサートを開催。1
このコンサートのチケットは1時間以内に完売。ノアがこのコンサートで披露した15曲のうち8曲は、このアルバムからのものだった。[2]

## 曲リストDaftar lagu
すべての曲はアリエルさんによって書かれた。
| # | タイトル | 作詞 | 作曲・編曲 |
| - | -------- | ---- | ---------- |

番号とタイトル
1.  君わどしたの  4:43
2.  もしもまたいつか  4:29
3.  最大程度空想  3:24
4.  僕の後ろに  5:02
5.  美しく言いただ  6:11
6.  まだ立っている (2DSD)  3:47
7.  正常の上  3:38
8.  天国の中の星  5:01
合計時間:
36:15

## 参照
追加のミュージシャンと制作スタッフのクレジットはアルバムのライナーノーツより抜粋したものである。[1]
ミュージシャンとその役割：
アリエル – ボーカル
ルクマン – リードギター
ウキ – ギター、オーディオエンジニア
ダビッド – キーボード、ピアノ、シンセサイザー
レザ – ドラム、パーカッション
追加のミュージシャン
ミュージシャンとその役割：
ボイ・トンド – ベースギター
ランラン – ベースギター
イワン・スクマ – ギター、オーディオエンジニア
リオ・アリフ – ドラム、ビートループ＆シンセサイザー
ヘンリー・ラミリ – ストリングス（弦楽器）
ディマス・ムフリ・ウトモ – ビートループ＆シンセサイザー
リッキー・ジョハネス – ビートループ＆シンセサイザー
マイズラ – 曲5のバックボーカル
制作チーム
ミュージシャンとその役割：
モコ・アグスワン – オーディオミキシング
アリフ・レナルディ – オーディオミキシング
サダット・エフェンディ – オーディオミキシング
ジョセフ・マヌルン – オーディオエンジニア
ホラス・ピネム – オーディオエンジニア
トニ・ハワイ – オーディオマスタリング
ギタ・ロニ – ProTools編集
クリムゾン・メリー – ProTools編集
テディ・リアディ – サウンドスーパーバイザー
芸術作品
アートワークとデザイン：
ガリス・エーデルワイス – カバーデザイン
アディティア・ドウィ・プラセティア – クリエイティブおよびデザイン監修
セハン・イドルズ – デザインおよびプリプロダクション
- ヨガ・アディティア・プラタマ（2022年1月12日）ベルナデッタ・フェブリアナ（編）ノア、伝説のアルバムビンタン・ディ・スルガ を再編曲」『ガトラ。2022年1月13日にアーカイブ。2022年1月13日閲覧。
- ドニー・アディヤサ（2022年2月11日）ピーターパンの2曲はノアが再制作せず、アンディカとレザがコメント VIVA.co.id。2022年2月11日閲覧。
- ドニー・アディヤサ（2022年2月11日）ピーターパンの2曲はノアが再制作せず、アンディカとレザがコメントVIVA.co.id。2022年2月11日閲覧。
- トリ・ワユニ（2014年12月30日）ノア、2015年に4枚のアルバムをリリース予定」『CNNインドネシア。2021年12月16日閲覧。
- フェビー・フェルディアン（2015年12月3日）ヌルル、メイリスティカ（編）「アメリカに進出、ノアがセカンドアルバムで新展開」Liputan6.com。2021年12月16日閲覧。
- マリア・シシリア（2021年12月12日）イダ・ヌルチャヤニ（編）「ノア、アルバム タマン・ラングィット を再録音 ANTARAニュース。2021年12月12日閲覧。
  - 「ビンタン・ディ・スルガ – ノアのシングル」Apple Music。2022年1月7日。2022年1月8日閲覧。
  - アディ・プラウィラ・リアンディ（2022年1月7日）キスティアリニ（編）ジェフリ・ニコルとアニャ・ジェラルディンが最新ビンタン・ディ・スルガのミュージックビデオに出演Kompas.com。2022年1月13日閲覧。
  - イスティコマトゥル・ハヤティ（編）（2022年1月30日）ノア、ジョグジャカルタでのビンタン・ディ・スルガコンサートでファンの思いを満たす Tempo.co。2022年1月30日閲覧。リンク永久無効
  - スマルニ、レナ・パンゲスティ（2022年1月29日）ジョグジャカルタを盛り上げる、ノアがビンタン・ディ・スルガコンサートで懐かしの曲を披露 Suara.com。2022年1月30日閲覧。
  - ビンタン・ディ・スルガ（ライナーノーツ）。NOAH。Musica Studio's。2022年。CS1メンテナンス：その他（リンク）